# فرودگاه کیدپو
فرودگاه کیدپو (به انگلیسی: Kidepo Airport) یک فرودگاه همگانی است که یک باند فرود سنگفرش دارد و طول باند آن ۱۵۰۰ متر است. این فرودگاه در کشور اوگاندا قرار دارد و در ارتفاع ۱۱۹۰ متری از سطح دریا واقع شده است.